# Karanpur
Karanpur é uma cidade e um município no distrito de Ganganagar, no estado indiano de Rajastão.

## Geografia
Karanpur está localizada a 26° 11′ N, 76° 58′ L. Tem uma altitude média de 185 metros (606 pés).

## Demografia
Segundo o censo de 2001, Karanpur tinha uma população de 20,694 habitantes. Os indivíduos do sexo masculino constituem 53% da população e os do sexo feminino 47%. Karanpur tem uma taxa de literacia de 64%, superior à média nacional de 59.5%: a literacia no sexo masculino é de 71% e no sexo feminino é de 56%. Em Karanpur, 14% da população está abaixo dos 6 anos de idade.